# 傅寨乡
傅寨乡，是中华人民共和国河南省驻马店市正阳县下辖的一个乡镇级行政单位。

## 行政区划
傅寨乡下辖以下地区：
付寨村、双屯村、章寨村、杨阁村、邱庄村、双台村、尚营村、陶庄村、熊楼村、殷寨村、老付寨村、伍庄村、伍阁村和高阁村。